# Novi Zrin
46°19′57″N 16°52′42″E / 46.33260°N 16.87829°E
Novi Zrin (mađ.: Zrínyiújvár, ili Uj-Zrínyivár) je utvrda koju je na krajnjem istočnom rubu Međimurja (na području naselja Donja Dubrava), blizu ušća rijeke Mure u Dravu, dao sagraditi ban Nikola VII. Zrinski 1661. godine. Ona je trebala služiti za obranu hrvatskih krajeva od stalne turske najezde, jer se preko puta, na lijevoj obali Mure, nalazio ugarski teritorij koji je okupiralo Osmansko Carstvo.
Osmanlije su ju u sljedeće tri godine nekoliko puta opsjedali, ali je banova hrvatska vojna posada uz austrijska pojačanja uspjela obraniti je. Ipak, početkom lipnja 1664. godine ogromna turska vojska opsjela ju je i nakon nekoliko tjedana, 7. srpnja 1664. godine, pomoću laguma (potkopa) razorila.
U blizini mjesta gdje se nekad nalazila utvrda postavljen je spomen-obelisk. Danas dio područja gdje se nekoć nalazio Novi Zrin pripada i općini Legrad, a dio Mađarskoj. Postoji monografija o toj velebnoj utvrdi koju je 2001. godine napisao Dragutin Feletar sa suradnicima.

## Galerija
- Granitni spomen-obelisk Novom Zrinu na obali rijeke Mure
- Prof. dr. Dragutin Feletar govori ispred spomen-obeliska prigodom 350. obljetnice pada utvrde u turske ruke (2014.)
- Uzvanici kod spomen-obeliska
- Međunarodni znanstveni skup "350. obljetnica smrti Nikole Zrinskog VII. i pada Novog Zrina" održan u Donjoj Dubravi 5. srpnja 2014.

## Vanjske poveznice
- Tlocrt Novog Zrina  Arhivirana inačica izvorne stranice od 30. studenoga 2010. (Wayback Machine)
- Obilježena obljetnica izgradnje utvrde Novi Zrin
- Slika Novog Zrina i spomen-obelisk  Arhivirana inačica izvorne stranice od 13. prosinca 2007. (Wayback Machine)
- Novi Zrin u kontekstu hrvatske, ugarske i europske povijesti
- Obilježavanje 350. obljetnice pada Novog Zrina u Donjoj Dubravi